# Radio Maryja

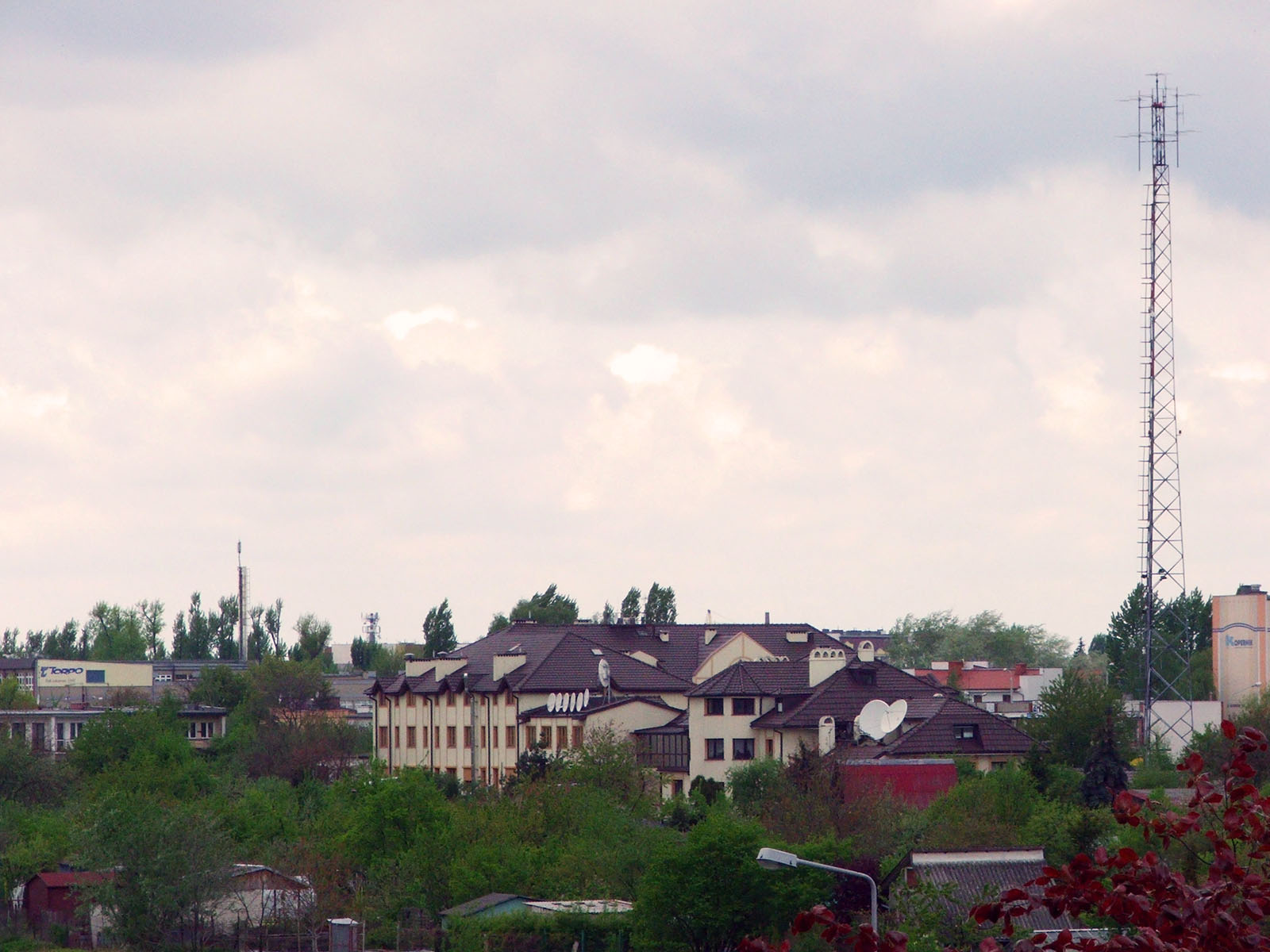
Radio Maryja in Toruń, 2005

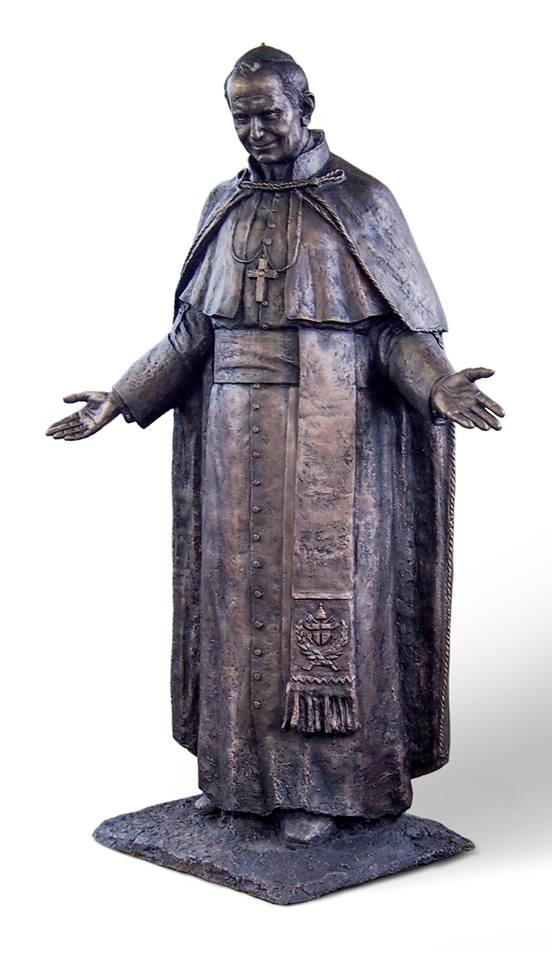
Denkmal von Johannes Paul II. vor dem Hauptquartier von Radio Maryja, von Gennadij Jerszow 2014

Radio Maryja ist ein nationalkonservativer katholisch geprägter Radiosender in Polen mit Sitz in Toruń. Der Sender ist das größte Medium eines Mediennetzwerkes, zu dem auch der Satellitenfernsehsender „TV Trwam“, die Tageszeitung „Nasz Dziennik“, eine private Medienhochschule und eine Vielzahl von lokalen Gemeindegruppen gehören.

## Geschichte
Gegründet wurde der Sender am 8. Dezember 1991 vom polnischen Redemptoristen-Pater und Medienunternehmer Tadeusz Rydzyk. Erste Ausstrahlungen fanden im Frühjahr 1992 statt. Der Sender meldet sich mit den Worten: „Hier ist Radio Maryja, die katholische Stimme in Deinem Haus. Gelobt seien Jesus Christus und die Jungfrau Maria“. Nach Eigenangaben wird das Programm von sechs Priestern, drei Nonnen und rund 200 Laienhelfern produziert und von Spenden und Sponsoren finanziert. Das Programm besteht hauptsächlich aus Gebeten wie dem Rosenkranz und Kirchenliedern, die durch Reportagen, Kommentare und Hörerstunden ergänzt werden. In den Gesprächsrunden wird mit Vertretern aus Kirche, Politik, Wirtschaft und Kultur diskutiert.
Radio Maryja ist nicht Mitglied im weltweiten Förderverband der Radio-Maria-Senderfamilie, die derzeit aus rund 50 Sendern in 40 Ländern besteht.

## Verbreitung und Verbreitungswege
Bis Ende 1993 erhielt Radio Maryja knapp 120 lokale Sendelizenzen im ganzen Land. 1994 wandelte der zuständige Landesrat für Rundfunk und Fernsehen diese in eine polenweite Lizenz um. Via Satellit ist Radio Maryja in anderen europäischen Staaten und den USA zu empfangen. Auf der offiziellen Homepage gibt es einen Link zum Live-Streaming, der es ermöglicht, den Sender via Internet zu hören.
2005 lag der Marktanteil des Senders in Polen bei 2,34 Prozent und fiel bis 2008 auf 1,78 Prozent. Im Jahr 2011 lag der Marktanteil des Senders bei 2,15 Prozent, was etwa 830.000 täglichen Hörern entspricht. Damit gelangte Radio Maryja auf den 5. Platz in der polnischen Radiolandschaft. Der Anteil der Hörer zwischen 60 und 75 Jahren lag 2011 bei 48,26 Prozent, gefolgt von der Gruppe der 40- bis 49-Jährigen mit 36,04 Prozent. Jugendliche im Alter von 15 bis 24 Jahren haben nur einen Anteil von etwa 4,59 Prozent.

## Netzwerk und Finanzierung
Wegen undurchsichtiger Eigentums- und Finanzierungsverhältnisse steht Radio Maryja seit seiner Gründung in der Kritik. Gegründet von Tadeusz Rydzyk, einem Pater des polnischen Redemptoristenordens, ist Radio Maryja heute eher als ein katholisches Netzwerk zu bezeichnen. Zu Rydzyks Unternehmen gehören unter anderem das Satellitenfernsehen „TV Trwam“, die Tageszeitung „Nasz Dziennik“, eine private Medienhochschule und eine Vielzahl von Gemeindeorganisationen. Allein Radio Maryja betreibt Polenweit rund 400 Büros. Die Büros werden von Freiwilligen betreiben und jede Aktivität von einem sogenannten „geistlichen Betreuer“ beaufsichtigt.
Da der Sender einen besonderen Status als „gemeinnützig“ genießt, muss Radio Maryja nicht die sonst üblichen Lizenzgebühren von 7,6 Millionen Złoty (ca. zwei Millionen Euro) pro Jahr entrichten, sondern nur 20 Prozent dieser Summe. Dieses Privileg beinhaltet ein gänzliches Werbeverbot, das der Sender laut Experten aber nicht einhält.
Nach Angaben der im Dezember 2023 gebildeten neuen Regierung unter Donald Tusk ist Radio Maryja in den vorangegangenen acht Jahren von den vorhergehenden Regierungen, die von der Partei „Recht und Gerechtigkeit“ (PiS) geführt wurden, mit mindestens 400 Millionen Złoty (rund 93 Millionen Euro) subventioniert worden.

## Kritik an Radio Maryja

### Politischer Einfluss
Dem Sender wird vorgeworfen, dass er sich einseitig und parteiisch in die Politik einmische. Die polnischen konservativ-katholischen Parteien wie Recht und Gerechtigkeit (PiS) und Liga Polnischer Familien (LPR) wurden im Wahlkampf unterstützt. Pater Tadeusz Rydzyk, der die „Hochschule für Sozial- und Medienkultur“ (Wyższa Szkoła Kultury Społecznej i Medialnej) in Toruń (Thorn), deren Rektor er ist, wie auch den Fernsehsender TV Trwam leitet und die Zeitung Nasz Dziennik gründete, wird Parteinahme vorgeworfen.
Die Kritik am Sender richtet sich vor allem dagegen, dass Programminhalte einen europaskeptischen, antisemitischen und fremdenfeindlichen Charakter aufwiesen. Insgesamt gingen beim nationalen Landesrundfunkrat knapp 40 Beschwerden gegen Radio Maryja ein.

### Antisemitismus
Angaben des polnischen Medien-Ethikrates zufolge hatte der Sender zum wiederholten Mal behauptet, die Juden würden einen wirtschaftlichen Vorteil aus dem Holocaust schlagen. Marek Edelman, der den Aufstand im Warschauer Ghetto organisiert hatte, forderte die polnische Regierung zum Einschreiten gegen den Sender auf:
„Seit 16 Jahren besteht in Polen Radio Maryja, das in seinen politischen Programmen Fremdenhass, Chauvinismus und Antisemitismus verbreitet. Ich fordere energisches Vorgehen, damit solche Propaganda im freien Polen keinen Platz hat, damit im freien Polen alle Bürger unabhängig von Geschlecht, Glauben oder Nationalität gleich sind und sich heimisch fühlen.“
In einer im Nachrichtenmagazin Wprost abgedruckten Tonbandaufnahme eines Vortrags bezeichnet der Sendergründer Rydzyk Lech Kaczyński als „Betrüger, der sich der jüdischen Lobby fügt“.
Im Mai 2011 wurde Radio Maryja erneut vom staatlichen Rundfunkrat wegen zweier implizit antisemitischer Beiträge gerügt.

### Veruntreuung von Spendengeldern
In den Jahren 1997 und 1998 wurden einige Millionen Złoty an Spenden ohne die entsprechende Genehmigung des Innenministeriums gesammelt, welche für die Rettung der Werft Danzig bestimmt waren. Pater Tadeusz Rydzyk verspekulierte das Geld aber an der Börse, wie die polnische Tageszeitung Gazeta Wyborcza berichtete. Die Opposition im Parlament forderte ein Untersuchungsverfahren.

### Vorwurf der Schleichwerbung und Wirtschaftsdeals
Der Landesrat für Rundfunk und Fernsehen befasste sich mehrfach mit dem Vorwurf, Radio Maryia betreibe Schleichwerbung für der Stiftung Lux Veritatis nahestehende Einrichtungen, da die Sendekonzession keine Werbesendungen umfasst, die Untersuchungen blieben jedoch ohne konkrete Folgen.
Ende der 1990er Jahre hatte der Sender Spenden in Form von Anteilsscheinen eines nationalen Investitionsfonds gesammelt. Damit sollte die Danziger Werft vor dem drohenden Boykott bewahrt werden. Nachdem diese Rettungsaktion nicht erfolgreich war, tauchten Teile des von Rydzyk gesammelten Vermögens als millionenschwere Fehlinvestition in einem laut Zeit zwielichtigen Aktiengeschäft um eine Stettiner Baufirma wieder auf.

## Verhältnis zum Vatikan
Nach vielfachen Rügen, die jedoch nicht zu einem entschiedenen Vorgehen der katholischen Kirche Polens geführt hatten, hieß es in einem Schreiben des Vatikans an die polnischen Bischöfe „Der Heilige Stuhl bittet die polnischen Bischöfe dringend, die durch einige Sendungen und Aktivitäten des Radios verursachten Schwierigkeiten zu überwinden“. Die katholische Kirche des Landes müsse gegen den Sender vorgehen, verlangte der päpstliche Nuntius.
Nach der Intervention des Vatikans und der Aufforderung eines „entschiedenen Vorgehens“ sollte der Sender einen katholischen Programmbeirat bekommen, der nach Angaben der polnischen Bischöfe „kontrollieren und politische Propaganda verhindern“ sollte. Der je hälftig vom Episkopat und dem Redemptoristenorden besetzte Programmbeirat wurde mittlerweile eingerichtet.
Der Erzbischof von Krakau, Kardinal Stanisław Dziwisz, forderte bei einer Sitzung der polnischen Bischofskonferenz am 25. August 2007 eine Neubesetzung der Vorstände des von Rydzyk kontrollierten Radio Maryja sowie der Fernsehstation Trwam. Rydzyk bedrohe die Einheit der polnischen Kirche.

## Verweise